# Стилохиоидни мишић
Стилохиоидни мишић (лат. musculus stylohyoideus) је танки парни натхиоидни мишић, локализован у средњем слоју предње групе вратне мускулатуре. Налази се испред и унутра у односу на задњи трбух дигастричног мишића.
Стилохиоидни мишић полази од стилоидног наставка слепоочне кости и простире се наниже и унапред до тела подјезичне кости, на којој се припаја.
Инервише га истоимена грана, која води порекло од фацијалног живца. Основна улога мишића је подизање хиоидне кости током акта гутања и говора.